# Valle del Verde
La Valle del Verde è una delle quattro valli del Pontremolese (Valle del Gordana, Valle del Teglia, Val d'Antena e Valle del Magriola) che compongono la più ampia Val di Magra, e prende il suo nome dal torrente omonimo affluente del Magra, in Lunigiana nel comune di Zeri, in Provincia di Massa-Carrara, in Toscana, ai confini con la Liguria.

## Territorio
La valle è situata a nord-ovest rispetto a Pontremoli, ed è caratterizzata da piccole frazioni di ampio interesse turistico, culturale e storico, seminascoste durante la stagione estiva da fitti boschi, di clima temperato umido, spesso soggetto a perturbazioni.

### Frazioni principali
- Borgallo (425 m s.l.m.). È un paese ad oggi pressoché disabitato. Nelle immediate vicinanze troviamo la stazione ferroviaria di Grondola-Guinadi, oggi in disuso; adiacente a quest'ultima è presente un'area di triage ammodernata negli anni 2000 ed ancor oggi funzionante, che permette l'approvvigionamento ed il soccorso degli abitanti della vallata nella stagione invernale.
- Grondola (630 m s.l.m.). Proseguendo sulla strada provinciale per qualche curva si arriva al bivio segnalato che conduce, in poco più di dieci minuti, a questo paesetto, uno dei più sviluppati della Valle del Verde. Nella stagione estiva attrae molti turisti, sia italiani che stranieri, grazie a sagre, feste da ballo ed eventi vari organizzati dal celebre Gruppo Sportivo. I visitatori possono alloggiare in un caratteristico agriturismo in attività dal 2006. La sua favorevole posizione, a pochi chilometri dall'uscita dell'Autostrada A15 e dal centro pontremolese, permette un agevole afflusso di persone in tutto l'arco dell'anno.
- Baselica (580 m s.l.m.). Un paese anch'esso quasi disabitato nella stagione invernale, vanta una particolare tradizione storica: infatti, nella Seconda guerra mondiale, era la base dei nazisti unitamente al Lago Verde e a Cervara. Proseguendo sino al bivio si può accedere ai paesi di Guinadi, La Serra e Pian di Valle.
- Guinadi (582 m s.l.m.). Questo è senza dubbio il borgo più moderno della vallata: è stato ristrutturato nelle sue strade interne ed in molti suoi edifici negli anni novanta. Di grande popolarità la Festa di S.Rocco, il 16 di agosto, che simbolicamente segna la fine della stagione estiva. Come in molti altri paesi, di notevole importanza è la tradizionale "Festa della Madonna". Nel paese, troviamo un ristorante tipico Da Renato e la Cooperativa la Guinadese fondata nel 1919 e aperta tutto l'anno. Una delle attività più longeve del comune.
- Monti (604 m  s.l.m). Questo è il borgo più piccolo della vallata situato vicino al torrente Verde (localmente chiamato Cà d'Ugo) il quale richiama i vacanzieri estivi alla ricerca di fresco ed i pescatori per la vendita del pesce al mercato. L'area circostante è molto ricca di sottobosco (mirtilli, more, lamponi, funghi, etc.) tanto che la raccolta di questi prodotti è stata vietata a chi non possiede un regolare tesserino rilasciato dal Comune di Pontremoli. Tale area, come altre nella Valle, è controllata dalla Comunità Montana unitamente al Corpo Forestale dello Stato.
- Proseguendo la strada provinciale in direzione ovest si possono ammirare le frazioni di San Lorenzo, Navola, Veserada e Pian di Valle, quest'ultimo sito a ridosso del celebre Passo del Brattello.
- Cervara (725 metri s.l.m.). Codesto è l'ultimo paese abitato della Valle del Verde. Un paese ricco di storia con la Chiesa di San Giorgio recentemente ristrutturata. Nel secondo conflitto mondiale della storia era una delle sedi dei nazifascisti assieme al vicino Lago Verde e alla sopra citata Baselica. Poche testimonianze sono rimaste del loro passaggio, forse quello più importante è rappresentato dall'ospedale (oggi in disuso) fatto erigere proprio dai fascisti, nei cui pressi si trovavano i facion o localmente chiamati santi di chiocca. Scolpiti tra il XVI e il XII secolo, con ogni probabilità il loro significato era quello di scacciare gli spiriti maligni. Nel Novecento, Cervara era il fulcro della vallata in quanto molte erano le feste che vi si svolgevano. Ad oggi queste sue passate caratteristiche riaffiorano nella Festa della Madonna d'Agosto: tale funzione è l'unico momento, assieme all'arrivo della stagione estiva, in cui questo paese di montagna torna agli antichi splendori. Anche Cervara può vantare un sottobosco ricchissimo con l'unica differenza di non avere le restrizioni dei paesi circostanti.

Altre piccole frazioni della vallata sono: Casa Corvi, Vignola, Bassone, Prà del Prete, Traverde, Lagoscuro.

## Principali località
- Lago Verde (1064 m s.l.m.). Più che un lago, si tratta di un bacino di proporzioni ridotte a causa della scarsa manutenzione. Fine a qualche anno fa, il 15 agosto, richiamava molti turisti per il tradizionale pic-nic e la manifestazione del Pierin Pescatore al quale potevano partecipare adulti e piccini. Ora questa manifestazione sportiva si svolge nei torrenti del pontremolese
- Cascata di Farfarà. È una suggestiva cascata di 40 m circa che si trova presso di un gruppo di antichi cascinali che appunto prendono il nome di Farfarà. Questa cascata si raggiunge a pochi km dal Lago Verde.
- Fontana Gilente. È una località sopra Cervara dove sono rinvenuti reperti archeologici.

## Curiosità
Nelle frazioni della vallata ci sono numerosi facion, facce di pietra riconducibili al XVI-XVII secolo, collocati sopra i portali delle facciate delle abitazioni.

## Galleria d'immagini

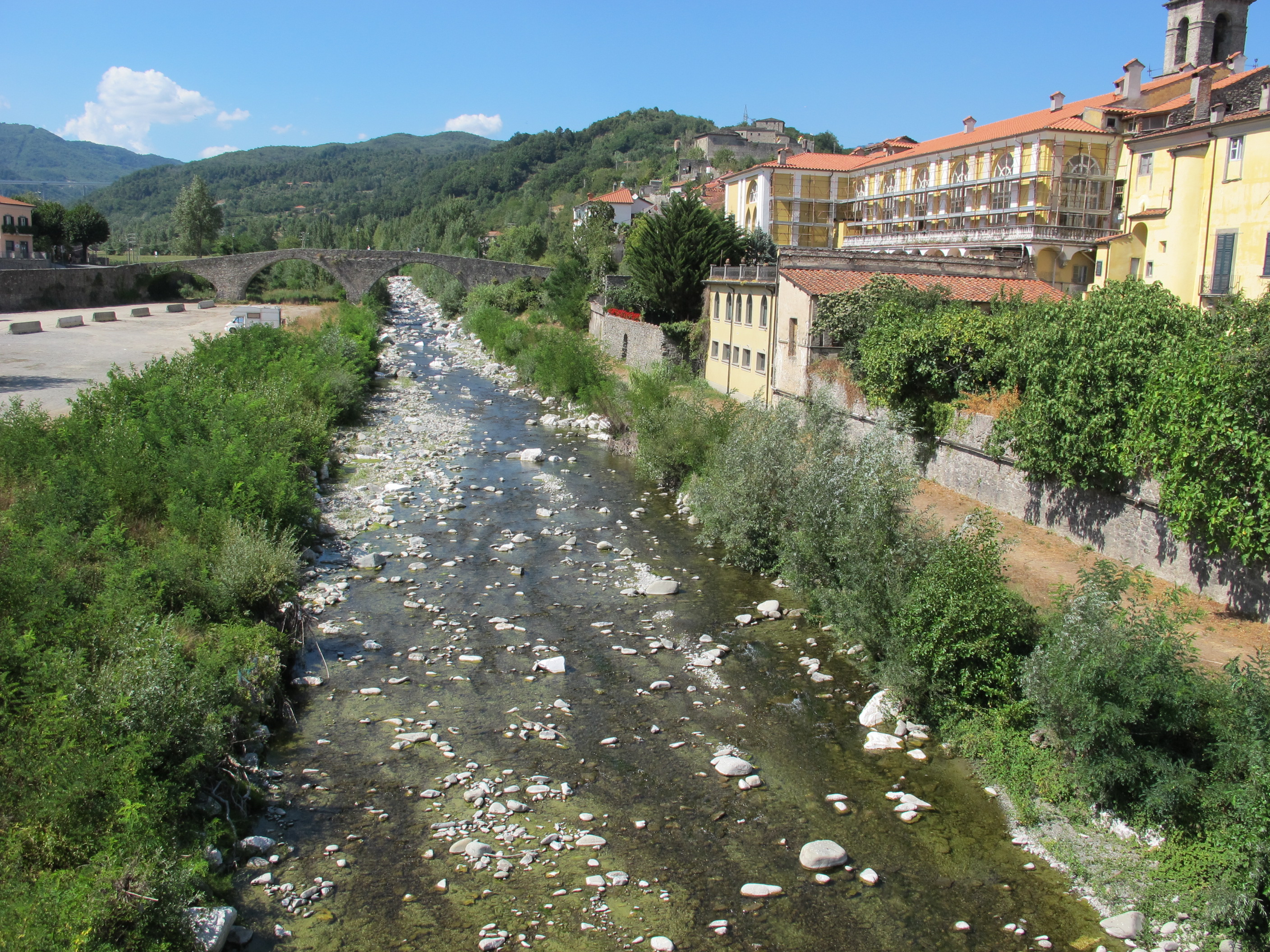
Torrente Verde presso Pontremoli
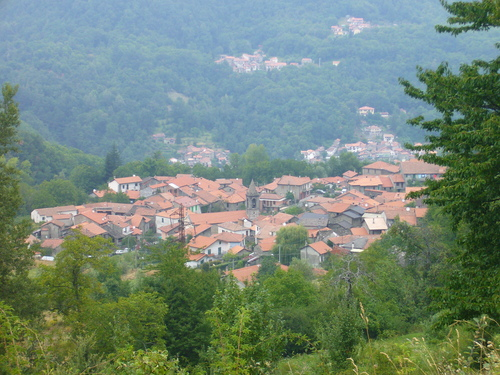
Veduta dell'abitato di Cervara